# ذي الجدار (يريم)

تعديل مصدري - تعديل

ذي الجدار محلة تابعة لقرية عبوم، التابعة لعزلة بني مسلم بمديرية يريم إحدى مديريات محافظة إب في الجمهورية اليمنية.، بلغ تعداد سكانها 431 حسب تعداد اليمن لعام 2004.